# Бонфуа, Ив
Ив Бонфуа́ (фр. Yves Bonnefoy, 24 июня 1923, Тур — 1 июля 2016, Париж) — французский поэт, прозаик, эссеист и переводчик, историк искусства.

## Биография
Родители — выходцы из крестьянской семьи. Закончил подготовительное отделение университета в Пуатье по специальности «общая математика». В 1943 переехал в Париж, сблизился с сюрреалистами (А. Бретоном, В. Браунером, Р. Юбаком и др.), но в 1947 году отошёл от сюрреализма. Читал философскую литературу, посещал лекции по философии в Сорбонне, готовился писать диплом о Бодлере и Киркегоре, занимался историей и теорией искусства.

## Творчество и признание
В 1953 в серии, которую в издательстве «Меркюр де Франс» составляла Адриенна Монье, Бонфуа выпустил первую книгу стихов «О движении и неподвижности Дувы», принёсшую ему известность и признание.
Бонфуа создал оригинальный поэтический мир, центр которого, как и в его прозе, в многочисленных эссе о поэзии и живописи, — проблема «присутствия», или «яви», в противоборстве с «образом». Бонфуа принадлежат монографии о Ф. Гойе, Дж. Леопарди, Бодлере, А. Рембо, Ж. Миро, А. Джакометти, Э. Чильиде, переводы У. Шекспира, Ф. Петрарки, Д. Китса, У. Б. Йейтса, Й. Сефериса, П. Целана, Дж. Леопарди, Ц. Норвида. После 1960 г. он преподавал в различных университетах Франции, Швейцарии, США. В 1967—1972 издавал вместе с друзьями, среди которых — Пауль Целан, Жак Дюпен, Андре дю Буше и другие крупные поэты, журнал «Эфемер».
В 1981 избран профессором Коллеж де Франс, где возглавлял кафедру сравнительной поэтики (до 1993). Организовал тематическую серию международных коллоквиумов с участием крупных историков, филологов, археологов, искусствоведов, музыковедов Франции, Италии, Швейцарии, Германии и др. стран Самосознание поэзии (прошло 15 встреч, с 1995 ставших ежегодными). Под его редакцией и при участии крупнейших гуманитарных учёных вышел «Словарь мифологий и религий традиционных обществ и древнего мира» (1981, 2 тт.; переизд. 1999). Бонфуа — лауреат премии критики (1971), премии Монтеня (1978), Большой поэтической премии Французской Академии (1981), Большой премии Сообщества французских писателей (1987), Гонкуровской премии (1987), Большой национальной поэтической премии (1993), международной премии Чино дель Дука (1995), Премии Бальцана (1995), премии Гринцане Кавур (1997), премии Джакомо Леопарди (2000), премии Франца Кафки (2007), премии Хорста Бинека (2007), премия Национальной библиотеки Франции (2013) и др.

## Произведения
- Du mouvement et de l’immobilité de Douve (1953)
- Peintures murales de la France gothique (1954, переизд. 2012)
- Hier régnant désert (1958)
- L’Improbable (1959)
- La Seconde Simplicité (1961)
- Anti-Platon (1962)
- Miró (1964)
- Pierre écrite (1965)
- Un Rêve fait à Mantoue (1967)
- La Poésie française et le principe d’identité (1967)
- Rome 1630: L’horizon du premier baroque (1970)
- L’Arrière-pays (1972)
- Dans le Leurre du seuil (1975)
- L’Ordalie (1975)
- Terre seconde (1976)
- Rue Traversière (1977)
- Le Nuage rouge (1977)
- Entretiens sur la poésie (1981)
- La Présence et l’image (1983)
- La Poésie et l’université (1984)
- Ce qui fut sans lumière (1987)
- Récits en rêve (1987)
- Là où retombe la flèche (1988)
- Sur un Sculpteur et des peintres (1989)
- Eduardo Chillida (1990)
- Giacometti (1991)
- Début et fin de la neige (1991)
- L’Arrière-pays (1992)
- Remarques sur le dessin (1993)
- Une vie errante (1993)
- La vérite de parole (1995)
- Dessin, couleur, lumière (1995)
- L’encore aveugle (1997)
- Lieux et destins de l’image: un cours de poétique au Collège de France, 1981—1993 (1999)
- La communauté des traducteurs (2000)
- Baudelaire: la tentation de l’oubli (2000)
- Le théâtre des enfants (2001)
- Poésie et architecture (2001)
- Les planches courbes (2001)
- L’Enseignement et l’exemple de Leopardi (2001)
- Remarques sur le regard (2002)
- Sous l’horizon du langage (2002)
- Le nom du roi d’Asiné (2003)
- Le Sommeil de personne (2004)
- La stratégie de l’énigme: Piero della Francesca, la flagellation du Christ (2006)
- L’Imaginaire métaphysique (2006)
- Goya, les peintures noires (2006)
- Ce qui alarma Paul Celan (2007)
- La Poésie à voix haute (2007)
- La Longue chaîne de l’ancre (2008)
- Notre besoin de Rimbaud (2009)
- Deux scènes et notes conjointes (2009)
- La Communauté des critiques(2010)
- Pensées d'étoffe ou d’argile (2010)
- Genève, 1993 (2010)
- La Beauté dès le premier jour (2010)
- L’Inachevable, Entretiens sur la poésie, 1990—2010 (2010)
- Le Siècle où la parole a été victime (2010)
- Sous le signe de Baudelaire (2011)
- L’heure présente (2011)

### Публикации на русском языке
- Византия/ Перевод Марка Гринберга. М. Новое литературное обозрение, № 13, 1995, с. 378-381.
- Стихи / Перевод Марка Гринберга. М.: Carte blanche, 1995, 112 с. ISBN 5-900504-10-7
- Лодочка Сэмюэла Беккета // Сегодня, 1996, № 102, 13 июня.
- Ничья роза // Знамя, 1996, № 12.
- Пауль Целан // Иностранная литература, 1996, № 12.
- Невероятное. Избранные эссе. М.: Carte blanche, 1998.
- Стихи // Семь веков французской поэзии в русских переводах. М.: Евразия, 1999, с.654-656.
- Избранное, 1975—1998 / Перевод Марка Гринберга. М.: Carte blanche, 2002, 320 c. ISBN 5-900504-79-0 (ошибоч.)
- Стихи и миниатюры // Мосты, 2004, № 2, с.349-353.
- Пространство другими словами: Французские поэты XX века об образе в искусстве. СПб: Изд-во Ивана Лимбаха, 2005, с.183-207. ISBN 5-89059-064-2
- По-прежнему слепой // Иностранная литература, 2006, № 9, с.3-9.
- Выгнутые доски. Длинный якорный канат/ Перевод Марка Гринберга. — СПб.: Наука, 2012
- Век, когда слово хотели убить: Избранные эссе / Ив Бонфуа; пер. с франц. М.Гринберга. — М.: Новое литературное обозрение, 2016. — 168 с.